# In the Wind
In the Wind – trzeci minialbum południowokoreańskiej grupy B1A4, wydany 12 listopada 2012 roku przez wytwórnię WM Entertainment. Płytę promował singel „Tried to Walk”. Sprzedał się w nakładzie 79 931 egzemplarzy w Korei Południowej (stan na grudzień 2013 r.).
Japońska wersja płyty ukazała się 15 maja 2013 roku, została wydana przez Pony Canyon. Zajęła 34. miejsce listy Oricon Weekly Albums Chart.

## Lista utworów
| Nr | Tytuł                                                                                               | Słowa                                       | Muzyka                          | Czas |
| -- | --------------------------------------------------------------------------------------------------- | ------------------------------------------- | ------------------------------- | ---- |
| 1. | "In the Wind" (Intro)                                                                               |                                             | Jinyoung, Joh Eun-nom           | 1:00 |
| 2. | "Tried to Walk" (kor. 걸어 본다 Georeo Bonda)                                                       | Jinyoung, Baro                              | Jinyoung                        | 3:36 |
| 3. | "If... (Neoman Isseumyeon)" (kor. If... (너만 있으면))                                              | 우리형과 내동생, Baro                       | 우리형과 내동생, Ichiro Suezawa | 3:22 |
| 4. | "I Won't Do Bad Things" (kor. 나쁜 짓안 할게요 Nappeun Jisan Halgeyo) (Narration by Suzy of miss A) | 우리형과 내동생                             | 우리형과 내동생                 | 3:29 |
| 5. | "What Do You Want to Do" (kor. 뭐 할래요 Mwo Hallaeyo)                                              | Jinyoung, Baro                              | Jinyoung                        | 3:31 |
| 6. | "Be My Girl" (Jinyoung solo) (Feat. JeA of Brown Eyed Girls)                                        | JeA, Lee Kyu-hyun                           | JeA, Lee Kyu-hyun               | 3:32 |
| 7. | "In the Air"                                                                                        | Swin AKA 수인, Ryan S. Jhun, Jinyoung, Baro | Ryan S. Jhun, JD Relic          | 3:30 |
| 8. | "Tried to Walk" (Instrumental)                                                                      |                                             | Jinyoung                        | 3:36 |

## Notowania
| Lista                   | Pozycja |
| ----------------------- | ------- |
| Gaon Weekly Album Chart | 1       |